# Roberto Hodge
Roberto Hodge Rivera (ur. 30 lipca 1944 w La Serenie, zm. 1985 w Santiago) – chilijski piłkarz grający podczas kariery na pozycji pomocnika.

## Kariera klubowa
Karierę piłkarską Roberto Hodge rozpoczął w stołecznym Universidad de Chile w 1962. Z Universidad de Chile pięciokrotnie zdobył mistrzostwo Chile w 1962, 1964, 1965, 1967 i 1969. W 1967 przeszedł do meksykańskiego Club América. Z Américą zdobył mistrzostwo Meksyku w 1971 oraz Puchar Meksyku w 1974. W tym samym roku przeszedł do Tigres UANL, by w następnym roku odejść do beniaminka ligi meksykańskiej - UAG Guadalajara. W 1977 powrócił do Chile, gdzie został zawodnikiem Palestino.
Sezony 1978 i 1979 spędził w stołecznym Aviación. Piłkarską karierę zakończył w drugoligowym CD Cobresal w 1981.
Cztery lata po zakończeniu piłkarskiej kariery Roberto Hodge zmarł na raka trzustki.

## Kariera reprezentacyjna
W reprezentacji Chile Hodge zadebiutował 14 października 1964 w zremisowanym 1-1 spotkaniu w Copa Carlos Dirttborn z Argentyną. 
W 1966 roku został powołany przez selekcjonera Luisa Álamosa do kadry na Mistrzostwa Świata w Anglii. Na Mundialu Hodge był rezerwowym i nie wystąpił w żadnym meczu.
W 1967 uczestniczył w turnieju Copa América, na którym Chile zdobyło brązowy medal. Na tym turnieju Hodge wystąpił we wszystkich siedmiu meczach z Kolumbią, Wenezuelą, Paragwajem, Paragwajem, Argentyną i Boliwią. Ostatni raz w reprezentacji Hodge wystąpił 6 marca 1977 w zremisowanym 1-1 meczu eliminacji Mistrzostw Świata z Peru. Od 1964 do 1977 roku rozegrał w kadrze narodowej 38 spotkań, w których zdobył bramkę.